# 腰站子东乡族镇
腰站子东乡族镇，原为腰站子乡，是中华人民共和国甘肃省酒泉市瓜州县下辖的一个乡镇级行政单位。

## 沿革
1986年开始筹建腰站子移民基地，1995年设腰站子乡。1996年，面积59.8平方千米，人口0.7万人，辖辉铜、草湖沟、腰站子3个行政村。2007年8月1日，《甘肃省民政厅关于酒泉市瓜州县腰站子乡改设为腰站子东乡族乡的批复》同意瓜州县腰站子乡改设为腰站子东乡族乡。

## 行政区划
腰站子东乡族镇下辖以下地区：
辉铜村、草湖沟村、唐墩村、腰站子村、扎花营村、马家泉村和河东猪场。